# 가압식 사이클
가압식 사이클은 액체연료 로켓의 연료 공급 방식 중의 하나이다. 기체를 이용하여 추진체 탱크 안의 추진체를 연소기로 밀어내는 방식을 뜻한다.

## 원리

가압식 사이클의 구조

가압식 사이클에서는 추진체를 공급하기 위해 고압의 기체를 사용한다. 고압의 기체가 추진체 탱크로 들어가 압력을 가해 밀어내고, 이 추진체가 연소기로 흘러가 연소되어 노즐로 빠져나오면서 추진력을 생성하게 된다. 이 때 이러한 기체로는 일반적으로 헬륨을 사용한다. 연소실 내에서는 연소가스로 인해 압력이 매우 높기 때문에 추진체가 계속해서 연소기에 공급되려면 추진체의 압력이 연소기 내부 압력보다 커야하고, 이 압력을 가압 기체가 제공해준다.
때로는 연소가 진행됨에 따라 가압 기체가 단열 팽창으로 인해 온도가 매우 낮아지는 현상이 일어난다. 헬륨의 경우에는 온도가 낮아져도 액화하는 일은 일어나지 않지만, 추진체를 얼어붙게 하거나 압력을 감소시키고 구성 부품을 손상시키는 등의 피해를 가할 수 있다. 따라서 몇몇 경우에는 그림과 같이 열교환기를 설치해 헬륨을 미리 예열시켜 사용하는 경우가 있다.

## 특징
가압식 사이클은 그 구조가 매우 간단하기 때문에 값싸고 신뢰성이 높다. 반면 연소실의 압력이 가압 기체의 압력보다 작아야 하기 때문에 추력을 늘리는데 한계가 있고, 추진체 탱크가 고압을 견디게 하기 위해서는 지나치게 무거워져 성능에 악영향을 미치게 된다. 따라서 저추력의 자세 제어용이나 궤도 기동용으로 주로 사용되고 때로는 몇몇 발사체의 상단 엔진에 사용되기도 한다. 값싸고 단순하다는 장점을 살려 OTRAG나 아쿠아리우스 로켓과 같이 저렴한 우주발사체의 하단 엔진에 사용하려는 시도가 있었으나, 언급한 단점 때문에 현재까지는 실용화된 가압식 1단 로켓 엔진은 없다.

## 가압식 로켓
- KSR-III
- 시드래곤 로켓 - 1962년, 미국 에어로젯, 위성 550톤, 1단추력 36000톤
- 아쿠아리우스 로켓 - 2006년 취소, 미국 에어로젯, 무게 130톤, 위성 1톤, 1단추력 180톤, 발사비 백만달러
- OTRAG

## 같이 보기
- 가압식 사이클
- 터보펌프식 사이클
  - 단계식 연소 사이클
  - 가스발생기 사이클
  - 팽창식 사이클